# رامي المصعبي
رامي المصعبي ؛ مواليد 22 أبريل 1984 في، السعودية، هو لاعب كرة قدم سعودي معتزل.
لعب سابقاً في نادي المجد و نادي وج و نادي عفيف.